# Amphisbaena mertensii
Espèce
Synonymes
- Amphisbaena bohlsii Boulenger, 1894
- Amphisbaena mattogrossensis Peraca, 1898
- Amphisbaena carruccii Masi, 1911
- Amphisbaena boulengeri Masi, 1911
- Amphisbaena albissima Amaral, 1932

Amphisbaena mertensii est une espèce d'amphisbènes de la famille des Amphisbaenidae.

## Répartition
Cette espèce se rencontre :
- au Paraguay ;
- au Brésil dans les États de São Paulo, du Paraná, de Santa Catarina et du Mato Grosso ;
- en Argentine dans les provinces de Misiones et de Corrientes.

## Étymologie
Son nom lui a été donné par Strauch, conservateur du muséum de Saint-Pétersbourg, en mémoire du naturaliste Karl Heinrich Mertens (1796-1830) qui fit le tour du monde pour le compte de l'Académie impériale des sciences de Saint-Pétersbourg avec l'expédition Lütke.

## Publication originale
- Strauch, 1881 : Bemerkungen über die Eidechsenfamilie der Amphisbaeniden. Mélanges biologiques tirés du Bulletin physico-mathématique de l'Académie impériale des sciences de Saint-Pétersbourg, vol. 11, p. 355-479.